# Bubastis (stolica tytularna)
Bubastis (łac. Diœcesis Bubastitanus) – stolica historycznej diecezji w Cesarstwie Rzymskim (prowincja Augustamnica), współcześnie w Egipcie. Pierwsze wzmianki o tej diecezji pochodzą z IV wieku. W XX wieku ustanowiona katolickim biskupstwem tytularnym, od 1978 nie posiada biskupa.

## Biskupi tytularni
| Lp. | Biskup               | Od                | Do               |
| --- | -------------------- | ----------------- | ---------------- |
| 1   | Auguste Duret SMA    | 29 listopada 1909 | 29 sierpnia 1920 |
| 2   | Ludwig Maria Hugo    | 7 marca 1921      | 15 kwietnia 1921 |
| 3   | Augustin Hermann SMA | 26 marca 1923     | 8 kwietnia 1945  |
| 4   | Joseph Blomjous MAfr | 11 kwietnia 1946  | 25 marca 1953    |
| 5   | Camillo Faresin SDB  | 13 sierpnia 1954  | 26 maja 1978     |